# Libickozma
Libickozma é um município da Hungria, situado no condado de Somogy. Tem 22,97 km² de área e sua população em 2019 foi estimada em 28 habitantes.